# Animal politique
L'animal politique (en grec ancien : ζῷον πoλιτικόν) est un concept de philosophie politique selon lequel l'homme est par nature un animal social, qui vit en société. Il s'agit d'un concept majeur d'Aristote.

## Concept
Aristote définit l'homme comme un « animal politique » dans la Politique. Il vit véritablement lorsqu'il est en société, de telle sorte qu'il peut y déployer ses capacités et y vivre heureux. L'homme qui ne vit pas en société est perçu par Aristote comme étant en quelque sorte déviant de sa nature. Il écrit qu'à ce titre, l'homme qui vit seul n'est pas homme, il est ou bien un animal, ou bien un dieu.
Il faut préciser que animal politique ne veut pas dire seulement animal social. Animal social veut dire vivre en communauté (comme le font les abeilles par exemple); animal politique veut dire en plus que nous sommes faits pour vivre dans une Cité (forme antique de l'Etat) et que nous partageons des valeurs avec nos semblables.
Cette définition de l'homme renvoie donc à sa théorie de la Cité, qui est selon lui un produit  de la nature, et non d'une convention ou d'un artifice. Cette derniere position était à l'époque défendue par les sophistes, et, plus tard durant l'Antiquité, par Épicure, qui faisait du contrat social le fondement de la Cité. 
Pour Aristote, la preuve que la vie politique est naturelle à l'homme c'est que nous possédons le langage qui est la faculté permettant de discuter et de se mettre d'accord sur des valeurs communes, ce qui est à la base de l'État.

## Postérité

### Chez Marc-Aurèle
Marc Aurèle, philosophe stoïcien, admet que l'homme est un animal politique par nature dans ses Pensées pour moi-même. Il écrit que « dans la constitution de l'homme, le caractère essentiel est donc la sociabilité ».

### Chez Hobbes
Thomas Hobbes a lu et connaît bien la Politique d'Aristote. Il se montre toutefois radicalement en rupture avec le Stagirite sur la question du caractère politique et sociable de l'homme. Dans le De Cive, Hobbes soutient que « si l’on considère de plus près les causes pour lesquelles les hommes s’assemblent, et se plaisent à une mutuelle société, il apparaîtra bientôt que cela n’arrive que par accident et non pas par une disposition nécessaire de la nature ».

### Chez Spinoza
Baruch Spinoza, dans son Éthique (4ème partie), reprend la définition d'Aristote. Il écrit que les passions tristes des hommes font que, en effet, il leur arrive fréquemment de rentrer en conflit ; mais qu'« ils ne peuvent cependant guère passer la vie dans la solitude, et à la plupart agrée fort cette définition que l’homme est un animal sociable ».

### Chez Comte
Auguste Comte, qui a lu Aristote, reprend la théorie de l'animal politique pour l'adapter au positivisme. Dans ses Discours sur l'esprit positif, il écrit que : « L’esprit positif est directement social, autant que possible, et sans aucun effort, par suite même de sa réalité caractéristique. Pour lui, l’homme proprement dit n’existe pas, il ne peut exister que l’Humanité, puisque tout notre développement est dû à la société ».

### Chez Marx
Karl Marx reprend et accepte la définition de l'homme comme animal politique dans son Introduction à la critique de l'économie politique. Il écrit que « l’homme est, au sens le plus littéral, un 'zôon politikon', non seulement un animal sociable, mais un animal qui ne peut s’isoler que dans la société ».